# Посередині світу
«Посередині світу» («Посредине мира») — радянський короткометражний художній фільм 1990 року, знятий режисером В'ячеславом Амірханяном на кіностудії «Ленфільм».

## Сюжет
Фільм про цінність сім'ї, про традиції, які треба берегти і передавати.

## У ролях
- Маргарита Терехова — мати Арсенія Тарковського
- Леонід Ворон — Арсеній Тарковський в молодості
- Сергій Юриздицький — Арсеній Тарковський в дитинстві
- Олег Федоров — Олександр Тарковський, батько Арсенія
- Олексій Зубарєв — священик
- Маргарита Ачинцева — роль другого плану
- Костянтин Лукашов — чоловік у гімнастерці
- А. Горобець — роль другого плану
- Марина Юриздицька — роль другого плану
- Андрій Пахомов — роль другого плану
- Марина Сабарова — роль другого плану
- Павло Галактіонов — роль другого плану
- Наталія Голишева — роль другого плану
- Арсеній Тарковський — вірші в авторському виконанні

## Знімальна група
- Режисер — В'ячеслав Амірханян
- Сценарист — В'ячеслав Амірханян
- Оператор — Сергій Юриздицький
- Композитор — Віктор Кісін
- Художник — Олена Амшинська